# Stanisław Zaborowski

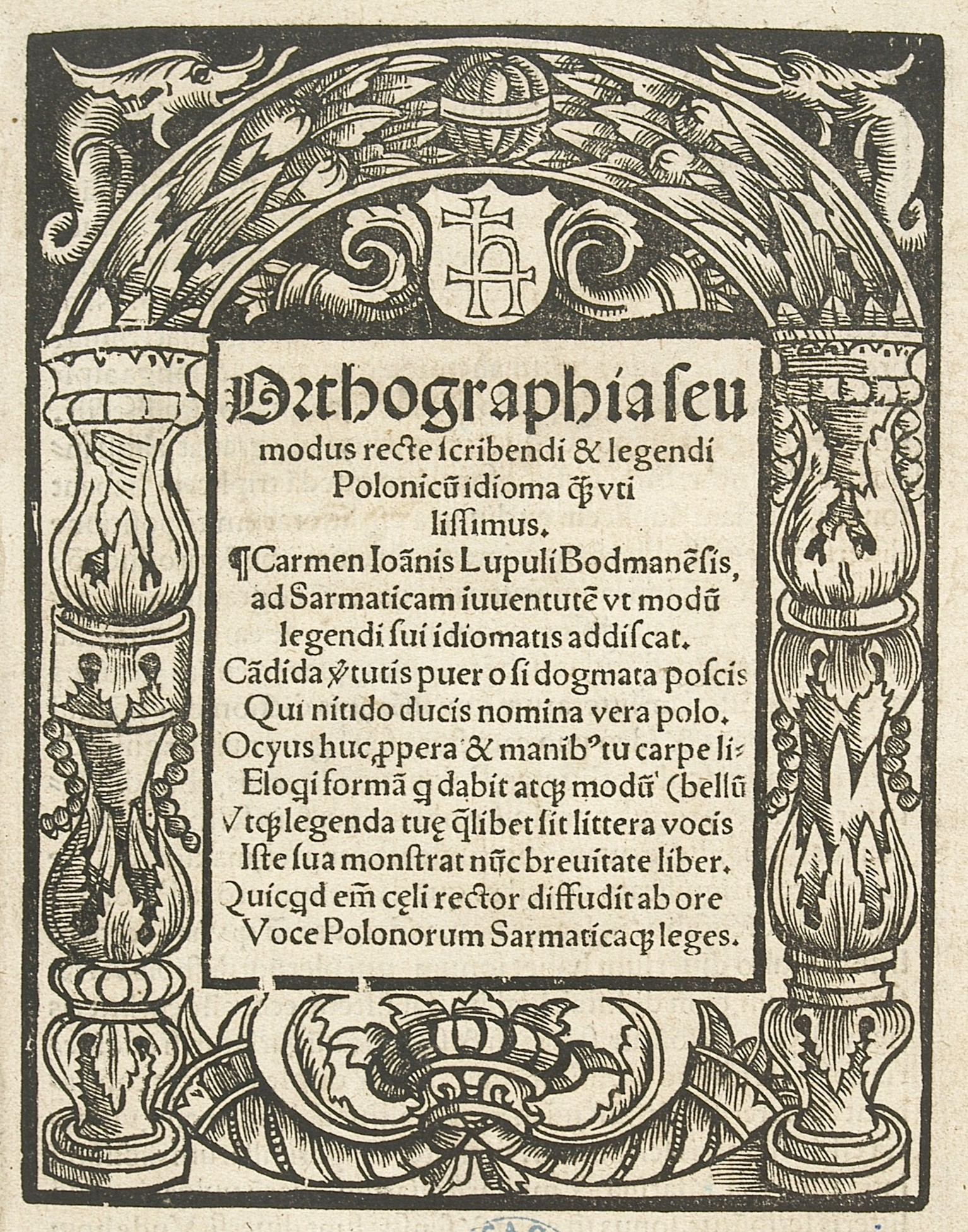
Strona tytułowa dzieła "Ortographia" autorstwa Stanisława Zaborowskiego, wydanie z 1518.

Stanisław Zaborowski (ur. prawd. w 2 połowie XV wieku w województwie sieradzkim, zm. w listopadzie lub grudniu 1529) – prawnik, gramatyk i autor pierwszego drukowanego traktatu po łacinie o polskiej ortografii (około roku 1513). 

## Życiorys
Pochodził ze szlacheckiej rodziny herbu Ostoja. W młodości służył w wojsku, potem został księdzem. Był proboszczem w Sandomierzu, kanonikiem w Uniejowie i miał prebendy (św. Krzyża i altarię św. Erazma) w katedrze na Wawelu. Przez 32 lata (mianowany w roku 1506 przez króla Aleksandra) pełnił funkcję kustosza i pisarza skarbu koronnego (Regni Poloniae Thesauri notarius). Podskarbim królewskim mianował go prawdopodobnie król Zygmunt I. Był także poborcą poradlnego w powiecie krakowskim. Należał do bliskich współpracowników prymasa Jana Łaskiego. Zmarł w ubóstwie, prawdopodobnie zimą 1529/1530.

## Twórczość
Wystąpił z własnymi pomysłami oznaczania samogłosek jasnych i pochylonych, obu nosówek, spółgłosek miękkich i zmiękczonych, ciszących i szumiących. Proponował m.in.: wprowadzenie litery ī na oznaczenie głoski y (np. sīna-syna), ď na oznaczenie głoski dz oraz stawianiem podwójnych kropek nad literami s, p, d, b, c, k, v i w, na oznaczenie ich miękkości, a pojedynczych (s, z, c) dla oznaczenia spółgłosek szumiących (č, š, ž). Nie można zaprzeczyć, że Zaborowski prawie wyczerpująco i konsekwentnie opracował swój traktat. Mimo to projekt ten, chociaż w latach 1513–1564 ukazywał się w jedenastu przedrukach, nie znalazł w praktyce zastosowania. Stanowił zbyt śmiałe naruszenie tradycji, a z powodu obfitości znaków diakrytycznych, był dla piszącego zbyt trudny.
Prawdopodobnie S. Zaborowski, a nie jak wcześniej sądzono Jakub z Zaborowa, był współpracownikiem J. Łaskiego przy układaniu Statutu... (zob. W. Zakrzewski "Rodzina Łaskich w XVI wieku", Ateneum 1882, t. 2, s. 201-202 przypis).

### Dzieła
- Tractatus de natura iurium et bonorum regis, powst. przed rokiem 1504, wyd. Kraków 1507, drukarnia J. Haller; wyd. następne: wyd. M. Bobrzyński Starodawne Prawa Polskiego Pomniki, t. 5 (1877) i odb.
- Contra malos divites et usurarios tractatus, Kraków 1512, drukarnia F. Ungler
- Ordo Missae, Kraków 1512, drukarnia F. Ungler
- Ortographia seu modus recte scribendi et legendi polonicum idioma quam utilissimus, Kraków około 1513, drukarnia F. Ungler; wyd. następne: Kraków 1515; Kraków 1518, drukarnia J. Haller; wyd. następne wraz z: Grammatices rudimenta...; przerys edycji 1. staraniem W. Bartynowskiego wyd. Kraków 1882; przerys edycji 1. nakładem Gieysztora wyd. Warszawa 1882; podobizny zamieścił L. Bernacki Pierwsza książka polska, Lwów 1918; przekł. polski: A. Kucharski pt. Księdza S. Zaborowskiego Ortografia polska... z przydaniem uwag tłumacza. Na popis i egzamen publiczny Szkoły Wojewódzkiej Lubelskiej..., Warszawa 1825
- Grammatices rudimenta seu octo partium orationis examen, Kraków 1518, drukarnia J. Haller (2 edycje); wyd. następne: Kraków 1519; pt. Rudimenta Grammatices..., Kraków 1519; pt. Grammatices rudimenta..., Kraków 1523; Kraków 1526; Kraków 1529; Kraków 1535/1536; Kraków 1539; Kraków 1560; Kraków 1564
- De celibatu christianorum et presertim sacerdotum ac virginum, Kraków 1529, drukarnia F. Ungler; wyd. następne: Kraków 1529.